# Punctoribates selgae
Punctoribates selgae är en kvalsterart som först beskrevs av Pérez-Íñigo 1976.  Punctoribates selgae ingår i släktet Punctoribates och familjen Punctoribatidae. Inga underarter finns listade i Catalogue of Life.